# František Cejnar (Schiedsrichter)
František Jan Cejnar (* 12. Oktober 1890 in Hrádek nad Nisou; † 30. September 1950 in Prag) war ein tschechoslowakischer Fußballschiedsrichter.

## Werdegang
František Cejnar wurde 1890 in Hrádek nad Nisou (Grottau) als Sohn eines Zollbeamten geboren. Er hatte zwei jüngere Brüder und eine jüngere Schwester. 1898 zog die Familie nach Prag, wo Cejnar ein Gymnasium besuchte. Im Jahr 1906 gehörte er zu den Gründern des Žižkov SK, ab 1907 spielte er für Union Žižkov. Nach einer kurzen Spielerlaufbahn wurde er 1908 Schiedsrichter.
Cejnar war ab 1912 Mitglied der tschechischen Schiedsrichtervereinigung und ab 1919 Herausgeber der Fachzeitschrift Fotbalový soudce. Von 1925 bis 1935 war er in der Tschechoslowakischen Fußballmeisterschaft aktiv, in der er insgesamt er 22 Ligaspiele leitete und 1932 das Finale der tschechoslowakischen Amateurmeisterschaft pfiff.
Auf internationaler Ebene schiedste Cejnar zwischen 1923 und 1934 als FIFA-Schiedsrichter insgesamt 17 Länderspiele, darunter Partien der Nordischen Fußballmeisterschaft 1924–1928, des Europapokals der Nationalmannschaften 1931–1932 sowie das Qualifikationsspiel zur Weltmeisterschaft zwischen Österreich und Bulgarien am 25. April 1934 im Wiener Praterstadion, das die Gastgeber mit 6:1 gewannen.
Zweimal leitete Cejnar ein Finalspiel im Mitropapokal: 1932 im Bologneser Stadio Littoriale das Hinspiel  zwischen der AGC Bologna und dem First Vienna FC (2:0) und 1933 im Praterstadion in Wien das Finalrückspiel zwischen Austria Wien in Ambrosiana-Inter, in dem sich die Hausherren nach drei Treffern von Matthias Sindelar durch einen 3:1-Sieg mit 4:3 im Gesamtergebnis gegen die von Árpád Weisz trainierten Italiener den Titel sicherten.
Cejnars Laufbahn als Schiedsrichter endete 1935 abrupt, als er am 17. November während des Meisterschaftsspiels zwischen dem DFC Prag und dem SK Kladno einen Herzinfarkt erlitt und das Spiel daraufhin abgebrochen wurde.
František Cejnar starb im September 1950 im Alter von 59 Jahren in Prag.